# Klock 8, achtern Strom
Klock 8, achtern Strom aus der Rostocker Hafenbar war eine maritime Musiksendung des Fernsehens der DDR von 1966 bis 1990. Anfangs wurde die Sendung aus Rostock-Warnemünde, später dann aus dem Ostseestudio Rostock als Aufzeichnung gesendet. Ausgestrahlt wurde fünfmal im Jahr im Samstagabendprogramm. Die Sendung war von den Programmverantwortlichen des Deutschen Fernsehfunks (DFF) auch als eine Art Gegenstück zu der vom Norddeutschen Rundfunk (NDR) für das Gemeinschaftsprogramm der ARD produzierten Sendereihe Haifischbar gedacht.
Gastgeber waren Horst Köbbert, der die Gäste vorstellte und Shantys sang, die Hausdame Rica Déus und Hans Knauer als Barkeeper.
In 60 Folgen stellte Heinz Draehn als Seemann den beschwipsten reimenden Witzbold Kuddeldaddeldu dar.
Peter Borgelt, der auch einige Jahre als Gastgeber in einer Rolle als Seemann fungierte, erlebte in dieser Sendung seinen ersten Fernsehauftritt und war dabei Kuddeldaddelich.
Gäste waren Monika Herz, Britt Kersten, Hartmut Eichler, Nina Lizell, Peter Albert, Kuddel & Hein, Lolita, Jonny Hill, Elke Martens, De Plattfööt, Kita Borowa und viele andere.
Die Hafenbar war eine Kulisse im Rostocker Ostseestudio. Dort wurde eine Bar hinter dem Alten Strom, einem Mündungsarm der Warnow in Warnemünde, dargestellt, daher der Name achtern Strom. Klock 8, hochdeutsch „8 Uhr“, stand für die Anfangszeit der Ausstrahlung im Fernsehen der DDR. Für Klock 8, achtern Strom wurden mehr als 3.500 Lieder und Arrangements geschrieben. Viele Texte zu diesen Titeln schrieb Wolfgang Brandenstein. Ein- und ausgeläutet wurde die Sendung mit einer Glocke, die sich heute in der Horst Köbbert gewidmeten Dauerausstellung im Heimatmuseum Warnemünde befindet.
Beim DDR-Plattenlabel Amiga erschienen 1969 und 1970 die Alben Klock 8, achtern Strom und Klock 8, achtern Strom, Folge 2 mit maritimen Liedern. 2016 brachte das Label Telepool eine Dreier-DVD Klock 8 achtern Strom heraus.
Auf dem Gelände des ehemaligen Rostocker Ostseestudios an der Tiergartenallee am Barnstorfer Wald im Südwesten von Rostock, in dem heute eine Großraumdisko betrieben wird, befindet sich die Gaststätte „Klock 8“, deren Name an die Sendung erinnert.